# Willem Hendrik Keesom
Willem Hendrik Keesom (21 tháng 6 năm 1876, Texel – 24 tháng 3 1956, Leiden) là một nhà vật lý Hà Lan, đã phát minh ra phương pháp đông lạnh chất khí helium vào năm 1926.
Ông cũng phát triển việc miêu tả bằng toán học phản ứng dipole-dipole năm 1921. Do đó phản ứng dipole-dipole được biết đến với cái tên phản ứng Keesom.
Trước đó, ông là sinh viên của Heike Kamerlingh Onnes, người khám phá ra chất siêu dẫn (nhờ công trình này Kamerlingh Onnes được nhận giải Nobel).